# Hennediella steereana
Hennediella steereana là một loài Rêu trong họ Pottiaceae. Loài này được (R.H. Zander & H.A. Crum) R.H. Zander mô tả khoa học đầu tiên năm 1993.